# Frenchboro
Frenchboro ist eine Town im Hancock County des Bundesstaates Maine in den Vereinigten Staaten. Im Jahr 2020 lebten dort 29 Einwohner in 72 Haushalten auf einer Fläche von 229,03 km².

## Geografie
Nach dem United States Census Bureau hat Frenchboro eine Gesamtfläche von 229,03 km², von denen 12,48 km² Land sind und 216,55 km² aus Gewässern bestehen.

### Geografische Lage
Frenchboro liegt im Süden des Hancock Countys auf mehreren Inseln im Atlantischen Ozean. Auf dem Gebiet der Town befinden sich mehrere kleinere Seen wie der Torrey Pond, der Lily Pond und der Mill Pond. Die Oberfläche ist eben, ohne nennenswerte Erhebungen.
Zu den bekannteren Inseln gehören: Black Island, Great Duck Island, Little Duck Island, Long Island und Placentia Island.

### Nachbargemeinden
Alle Entfernungen sind als Luftlinien zwischen den offiziellen Koordinaten der Orte aus der Volkszählung 2010 angegeben.
- Norden: Tremont, 23,8 km
- Nordosten: Cranberry Isles, 5,1 km
- Südwesten: Isle au Haut, Knox County, 42,3 km
- Nordwesten: Swans Island, 21,6 km

### Stadtgliederung
In Frenchboro gibt es mit dem Village Frenchboro auf Long Island nur eine Siedlung.

### Klima
Die mittlere Durchschnittstemperatur in Frenchboro liegt zwischen −6,11 °C (21° Fahrenheit) im Januar und 20,6 °C (69° Fahrenheit) im Juli. Damit ist der Ort gegenüber dem langjährigen Mittel der USA um etwa 6 Grad kühler. Die Schneefälle zwischen Oktober und Mai liegen mit bis zu zweieinhalb Metern mehr als doppelt so hoch wie die mittlere Schneehöhe in den USA; die tägliche Sonnenscheindauer liegt am unteren Rand des Wertespektrums der USA.

## Geschichte
Frenchboro wurde zunächst im Jahr 1840 als Long Island Plantation organisiert, um den Bewohnern ein Wahlrecht zuzusichern. Zur Plantation gehörten die Inseln Long Island, Duck Island, Black Island, Placentia Island, Pond Island, Calf Island, Black Island und Harbor Island. Organisiert als Town Islandport wurde das Gebiet am 11. Februar 1857, diese Organisationsform wurde bereits 1858 aufgegeben und reorganisiert am 23. März 1858 als Long Island Plantation. Bekannt war das Gebiet auch als Lunt's Long Island Plantation. Calf Island und West Black Island wurden 1901 an die Town Swans Island abgegeben. Seit 1979 ist das Gebiet erneut als Town organisiert, mit dem Namen Frenchboro.
Die ersten Siedler auf der Insel Long Island waren Israel B. Lunt und sein Bruder Amos. Weitere Siedler erreichten die Insel um das Jahr 1822. Familienmitglieder der Familie Lunt folgten den Brüdern und die Familie Lund war bei der Gründung einer Gemeinde auf Long Island führend. Die einzige Siedlung auf Long Island ist Frenchboro am Lunt Harbor.

### Einwohnerentwicklung
| Volkszählungsergebnisse – Town of Frenchboro, Maine | Volkszählungsergebnisse – Town of Frenchboro, Maine | Volkszählungsergebnisse – Town of Frenchboro, Maine | Volkszählungsergebnisse – Town of Frenchboro, Maine | Volkszählungsergebnisse – Town of Frenchboro, Maine | Volkszählungsergebnisse – Town of Frenchboro, Maine | Volkszählungsergebnisse – Town of Frenchboro, Maine | Volkszählungsergebnisse – Town of Frenchboro, Maine | Volkszählungsergebnisse – Town of Frenchboro, Maine | Volkszählungsergebnisse – Town of Frenchboro, Maine | Volkszählungsergebnisse – Town of Frenchboro, Maine |
| Jahr                                                | 1800                                                | 1810                                                | 1820                                                | 1830                                                | 1840                                                | 1850                                                | 1860                                                | 1870                                                | 1880                                                | 1890                                                |
| --------------------------------------------------- | --------------------------------------------------- | --------------------------------------------------- | --------------------------------------------------- | --------------------------------------------------- | --------------------------------------------------- | --------------------------------------------------- | --------------------------------------------------- | --------------------------------------------------- | --------------------------------------------------- | --------------------------------------------------- |
| Einwohner                                           |                                                     |                                                     | 19                                                  | 42                                                  | 114                                                 | 152                                                 | 188                                                 | 177                                                 | 150                                                 | 132                                                 |
| Jahr                                                | 1900                                                | 1910                                                | 1920                                                | 1930                                                | 1940                                                | 1950                                                | 1960                                                | 1970                                                | 1980                                                | 1990                                                |
| Einwohner                                           | 174                                                 | 197                                                 | 164                                                 | 145                                                 | 119                                                 | 97                                                  | 57                                                  | 56                                                  | 43                                                  | 44                                                  |
| Jahr                                                | 2000                                                | 2010                                                | 2020                                                | 2030                                                | 2040                                                | 2050                                                | 2060                                                | 2070                                                | 2080                                                | 2090                                                |
| Einwohner                                           | 38                                                  | 61                                                  | 29                                                  |                                                     |                                                     |                                                     |                                                     |                                                     |                                                     |                                                     |

## Kultur und Sehenswürdigkeiten

### Bauwerke

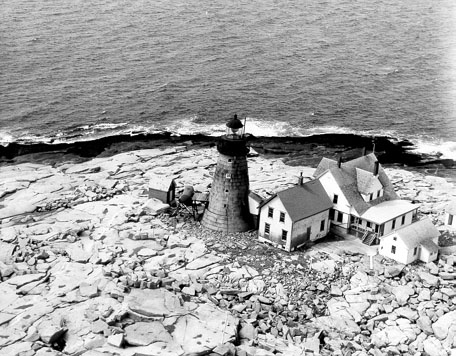
Mount Desert Lighthouse

Zwei Leuchttürme wurden auf Inseln, die zur Town Frenchboro gehören, unter Denkmalschutz gestellt und ins National Register of Historic Places aufgenommen.
- Mount Desert Light Station aufgenommen 1988, unter der Register-Nr. 88000155.
- Great Duck Island Light Station aufgenommen 1988, unter der Register-Nr. 88000159.

## Wirtschaft und Infrastruktur

### Verkehr
Frenchboro ist nur per Fähre von Bass Harbor aus zu erreichen. Es gibt nur wenige Straßen auf der Insel Long Island, im Village Frenchboro, die anderen Inseln besitzen keine Straßen.

### Öffentliche Einrichtungen
Es gibt keine medizinischen Einrichtungen auf Frenchboro. Die nächstgelegenen befinden sich in Bar Harbor und Southwest Harbor.
Die Frenchboro Library  nutzt gemeinsam mit der Frenchboro Historical Society ein Gebäude. Es befindet sich auf dem  Schoolhouse Hill in Frenchboro.

### Bildung
Frenchboro gehört mit Bar Harbor, Bass Harbor, Cranberry Isles, Deer Isle, Mount Desert, Southwest Harbor, Swan’s Island und Trenton zum Mount Desert Island Regional School System - AOS 91. Für die Schulbildung in Frenchboro ist das Frenchboro School Department zuständig.
In Frenchboro befindet sich die Frenchboro School, eine Ein-Raum-Schule, die im Schuljahr 2017/18 von drei Schülerinnen besucht wurde. Sie bietet Klassen von Kindergarten bis zum 8. Schuljahr.